# Montécu
Montécu est une localité et une ancienne commune suisse du canton de Fribourg, située dans le district de la Sarine.

## Histoire
Pendant le Moyen Âge, le village de Montécu fait partie des Anciennes Terres avant d'être intégré au district de La Roche en 1798, puis au district de Fribourg en 1803. En 1848, le village devient une commune et rejoint le district de la Sarine.
Montécu a fusionné avec l'ancienne commune de Bonnefontaine en 1989 avant de fusionner à nouveau en 2003, avec ses voisines d'Essert, Montévraz, Oberried, Praroman et Zénauva pour former la nouvelle commune de Le Mouret.